# Romildo Etcheverry
Romildo Etcheverry (1906. december 15. – ?) paraguayi válogatott labdarúgó.
A paraguayi válogatott tagjaként részt vett az 1930-as világbajnokságon és az 1929-es Dél-amerikai bajnokságon.

## Külső hivatkozások
- Romildo Etcheverry a FIFA.com honlapján Archiválva 2009. április 2-i dátummal a Wayback Machine-ben